# Isaac Sackey
Isaac Sackey (* 4. April 1994 in Tema) ist ein ghanaischer Fußballspieler.

## Karriere
Sackey spielte für die Jugendmannschaft der Liberty Professionals, ehe er 2010 in die Profimannschaft aufgenommen wurde. Nachdem er hier zwei Jahre aktiv gewesen war, wechselte er 2012 nach Europa zum tschechischen Fußballklub Slovan Liberec.
In der Sommertransferperiode 2016 wurde er in die türkische Süper Lig zu Alanyaspor transferiert.
Nach 69 Einsätzen und zwei Toren wechselte er im August 2019 auf Leihbasis für ein Jahr zu Denizlispor.